# 甲裸胸鲹
甲裸胸鲹（学名：Caranx armatus）为鲹科鲹属的鱼类，俗名铠鲹。分布于台湾岛等。该物种的模式产地在红海。